# Pachykytospora alabamae
Pachykytospora alabamae är en svampart som först beskrevs av Berk. & Cooke, och fick sitt nu gällande namn av Leif Ryvarden 1972. Pachykytospora alabamae ingår i släktet Pachykytospora och familjen Polyporaceae.   Inga underarter finns listade i Catalogue of Life.